# Премія імені І. І. Шувалова
Премія імені І. І. Шувалова (Шуваловська премія) — премія, що присуджується Московським державним університетом імені М. В. Ломоносова своїм професорам, викладачам та науковим співробітникам за наукові роботи.

## Порядок присудження премії
Премія імені І. І. Шувалова затверджена Вченою радою Московського університету в 1993 році і є частиною Програми МДУ з підтримки талановитої молоді.
Премія присуджується за фундаментальні розробки в галузі природничих і гуманітарних наук, які раніше не відзначені Державною премією Російської Федерації або премією Уряду Російської Федерації
Претенденти подають матеріали на конкурс у вигляді монографії, оригінального підручника, захищеної докторської дисертації.
Премією нагороджуються співробітники МДУ, вік яких на момент висунення не перевищив 40 років.
Премія присуджується щорічно до Тетяниного дня (25 січня) — дня заснування Московського університету.
Премії імені І. І. Шувалова бувають першого та другого ступенів. Розмір премії — 2⁄3 від розміру премії імені М.В. Ломоносова за наукову роботу, встановленої в поточному році.
Лауреатам премії імені І. І. Шувалова вручається диплом, грошова винагорода, що визначається щорічно Вченою радою МДУ, і нагрудний знак (медаль премії), на аверсі якого зображено портрет Івана Івановича Шувалова. Нагрудний знак (медаль) за допомогою вушка і кільця з'єднується з золотистою чотирикутною колодкою, обтягнутою сіро-блакитною шовковою муаровою стрічкою.
Списки претендентів, а потім і лауреатів премій публікує друкований орган МДУ — газета «Московський університет». Крім того, з 1996 року, вони розміщуються і на офіційному сайті МДУ.